# Glaskopfgraben
Der Glaskopfgraben ist ein rechter Zufluss des Lothbachs im mittelfränkischen Landkreis Weißenburg-Gunzenhausen.

## Verlauf
Der Glaskopfgraben entspringt südlich von Hohentrüdingen in einem quellreichen Gebiet aus mehreren Quellen an den Hängen des Wurmbergs, Lettenbucks sowie des namensgebenden Glaskopfes, wobei die höchstgelegene Quelle auf einer Höhe von ca. 562 m ü. NHN liegt. In den Fluss münden mehrere kurze, unbenannte Bäche. Er fließt beständig in eine südwestliche Richtung durch ein Waldgebiet im Vorland der Südlichen Frankenalb. Nach einem Lauf von rund 1,3 Kilometern fließt der Glaskopfgraben auf einer Höhe von ca. 475 m ü. NHN südlich von Hohentrüdingen und nordwestlich von Hechlingen am See von rechts bzw. von Norden in den Lothbach, der hier die Gemeindegrenze zwischen Heidenheim und Westheim bildet.